# Millet
För andra betydelser, se Millet (olika betydelser).

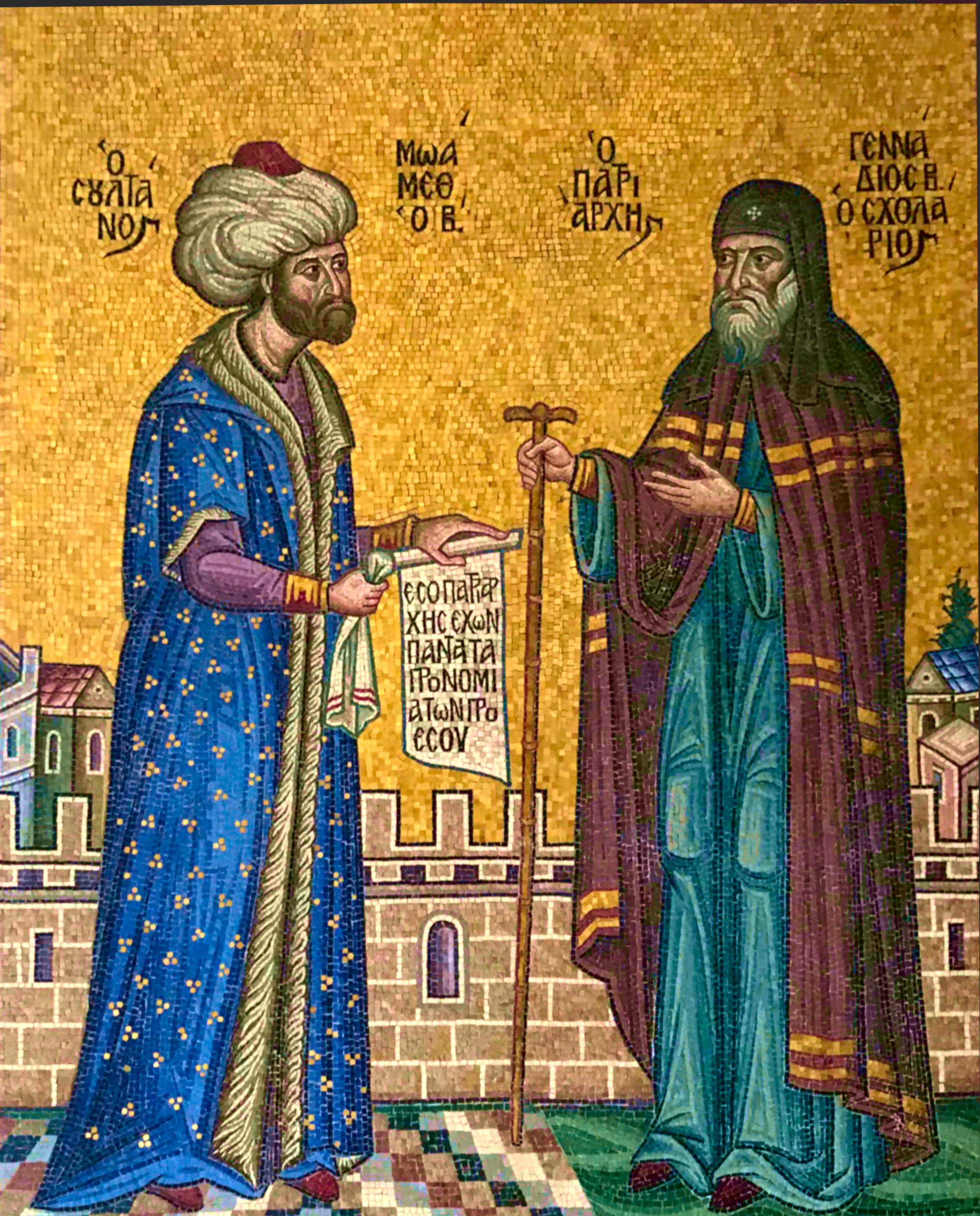
Gennadius II utses till ekumenisk patriark av Konstantinopel av Mehmet II år 1454.

Millet (osmansk turkiska: ملت) (uttalas [mil:εt]) är turkiska för "nation" eller "folk", av arabiskans milla (ملة) för "trosgemenskap". En millet är ett slags administrativ korporation med religiös grund. Mest bekant är dess användning i Osmanska riket men dess ursprung kan spåras ända till Sassanidiska riket på 300-talet. Politisk administration via milleter har sin grund i islamisk rätt (sharia) som föreskriver den särskilda relationen mellan staten och dhimmi, alltså icke-muslimer, men i första hand de så kallade bokens folk. Med hjälp av milletsystemet gavs i Osmanska riket viss autonomi åt religiösa minoritetsgrupper på icke-territoriell basis.

## Historia
Redan på 300-talet förekom i Västasien en tidig form av milletsystem då de zoroastriska härskarna av det sassanidiska Persien lät patriarken av Österns kyrka få ansvar över de tidiga kristna som immigrerade till riket. Patriarken blev i sin tur ansvarig inför kungen och på så sätt skapades ett slags religiöst grundat skyddsförhållande, något som bevarades efter införlivandet av Sassanidiska riket i det muslimska Rashidunkalifatet på 600-talet. I Bysantinska riket förekom ett liknande system som reglerade förhållandet mellan den dominerande gruppen och minoriteter.

### Efter erövringen av Bysantinska riket
Efter den turkiska erövringen av Konstantinopel år 1453 sökte sultan Mehmet II forma Osmanska riket som en politisk och kulturell arvtagare till Östrom och lät därför år 1454 instifta ett kristet millet åt befolkningen i Rumelien. Den osmanska befolkningen indelades alltså i första hand enligt tro istället för etniskt ursprung eller språk. Med tiden tillkom fler milleter som representerade religiösa minoriteter i riket. Inflytandet hos milleternas ledare ökade och ledarna för de största milleterna satt regelbundet i divanen. Under Gennadius II:s ledning utökades patriarkatet i Konstantinopels inflytande från att främst gälla för ortodoxa greker till att gälla alla ortodoxa kristna i riket, andligt såväl som administrativt, ekonomiskt, kulturellt och rättsligt. Ortodoxa kyrkan åtnjöt större politiskt inflytande än under de bysantinska kejsarna, inte minst över så många fler folkslag än enbart grekerna, vilket gjorde patriarkatet väldigt konservativt och inställt på att bevara det nya systemet.
Viktigaste milleter i Osmanska riket var den grekisk-ortodoxa, armenisk-apostoliska och den judiska. Vid sidan av dessa tillkom flera mindre milleter såsom den romersk-katolska och den kaldeisk-katolska. Envar millet stod under ledning av sin religiösa ledare, som sedan var direkt ansvarig inför Höga porten. Man hade också sina egna domstolar för vissa typer av mål, främst familjerättsliga angelägenheter som äktenskap, skilsmässa, vårdnad om barn och dylikt, men även brott begångna inom gruppen. Man hade också rätt att beskatta sig själva. Varje millet blev allt mer självständigt med inrättandet av sina egna skolor, kyrkor, sjukhus och andra faciliteter. Dessa verksamheter fjärmade den kristna befolkningen från det politiska systemets ramverk i Osmanska riket.

### Påverkan av nationalism
Uppkomsten av nationalismen i Europa under inflytande av den franska revolutionen fick effekter även i Främre Orienten. Samtidigt medförde milletsystemet att det osmanska väldet i allt större utsträckning destabiliserades under 1700- och 1800-talen, då europeiska stormakter utropade sig till skyddsmakter för olika milleter. Efter freden i Kutschuk-Kainardji år 1774 ansåg sig Kejsardömet Ryssland vara skyddsmakt för de östligt ortodoxa milleterna. 
Det osmanska milletsystemet började försvagas med den ständiga identifieringen av etnisk tillhörighet med religiös tro. Samspelet mellan idéer från franska revolutionen med den osmanska milletsystemet skapade en ny uppfattning av personlig identifiering som gjorde begreppet nationalism synonymt med religion under osmanskt styre. Med påbörjandet av Tanzimatreformerna under slutet av 1830-talet, genomförda mot bakgrund av bland annat nationalistiska idéer i Europa, började termen i allt större utsträckning hänvisa till de av lagen skyddade religiösa minoriteter andra än de härskande sunnimuslimerna. Den första av reformerna 1839 rörde just milletsystemet som radikalt förändrades till förmån för ett nationellt medborgarskap baserat på lika rättigheter oavsett religiös tillhörighet, något som bekräftades i ett edikt år 1856. Men milleterna var så djupt förankrade i det osmanska samhället att de fanns kvar ända till 1920-talets början, dock med förändrad innebörd till att i allt större utsträckning beteckna etniska istället för religiösa minoritetsgrupper.

### Modern användning
Intressant att notera är att Grekland som formellt inte använder ett milletsystem endast erkänner en muslimsk minoritet, i praktisk grekisk politik, istället för en etniskt turkisk  och pomakisk minoritet. Detta visar i vilken utsträckning milletsystemet har blivit förankrat bland Balkans kristna befolkning.
Såvitt känt tillämpas idag (2004) milletsystemet endast i Israel, där man låtit tidigare gällande osmansk lag fortsätta gälla i detta avseende.

## Osmanska rikets milleter
År 1920 erkändes officiellt 13 milleter förutom den muslimska varav övriga representerade betydande religiösa minoriteter i Osmanska riket.

### Muslimer
Det muslimska milletet inkluderade alla muslimer oavsett språk eller etnisk tillhörighet som bodde i Osmanska riket. Hit hörde trosbekännare till alla inriktningar av islam och till skillnad från de övriga religionerna tillerkändes alltså inte avvikande trosinriktningar officiell status som egna milleter. Druser erkändes inte tillhöra en egen religion utan indelades i det muslimska milletet men med feodal autonomi för druserna vid Jabal ad Durūz och Libanonberget.
I egenskap av kalif och därmed den högste andlige ledaren för muslimer var sultanen också det muslimska milletets andliga och politiska ledare.

### Ortodoxa kristna
Det kristna ortodoxa millet-i Rûm är uppkallat efter det Osmanska rikets undersåtar i Rumelien, som betyder Romarriket. Dit kategoriserades alla ortodoxa kristna fram till 1870, då det bulgariska exarkatet fick begränsad autonomi. Förutom greker ansågs ortodoxa bulgarer, makedonier, serber, albaner, rumäner, vlacher och turkar ingå i samma millet. Trots skillnader i etnicitet och språk ansågs alla vara ortodoxa greker (rumi) då den religiösa hierarkin var dominerad av hellenister och bysantinsk grekisktalande.
Den ekumeniska patriarken av Konstantinopel erkändes som den högsta religiösa och politiska ledaren för alla kristna ortodoxa av sultanen, men under olika perioder gjorde stormakter såsom Ryssland och Storbritannien anspråk att vara beskyddare av Osmanska imperiets ortodoxa kristna befolkning.

### Armenier
Det armeniska, ibland även kallat gregorianska, millet-i Ermeni inkluderade fram till 1800-talet alla etniska armenier oavsett religiös inriktning, men även icke-armenier tillhörande samfund som teologiskt var bundna till Armenisk-apostoliska kyrkan och därtill också alla de kristna i riket som inte underkastades den grekisk-ortodoxa patriarken. Detta gav upphov till att exempelvis kopterna i Egypten och de av övriga samfund kättarstämplade paulicianerna indelades i det armeniska milletet. 1831 delades milletet i två med tillkomsten av det armenisk-katolska milletet.
Ledaren för det armenisk-apostoliska milletet var Armenisk-apostoliska kyrkans patriark i Konstantinopel. Det armenisk-katolska milletet, millet-i Katolik, fick välja en egen patriark att sända till huvudstaden.

### Protestanter
1850 bildades ett armenisk protestantisk millet för de armenier som på grund av reformistiska bibelstudier exkommunicerats av det mycket konservativa armeniska patriarkatet i Konstantinopel. Med tiden utvecklades detta till ett mer allmänt protestantiskt millet, Protestan millet-i, men dominerades av just konverterade armenier.
Det protestantiska milletet var unikt i dess halvt sekulära karaktär, det leddes inte av en religiös ledare utan av en civil ämbetsman som valdes av en församling som representerade protestantiska kyrkoorganisationer i riket. Medlemskap i milletet krävde inte ens medlemskap i dessa protestantiska organisationer.

### Judar
Det judiska millet-i Yahudi inkluderade alla judar i riket oavsett härkomst eller trosinriktning. Unikt för det judiska milletet var att dess politiska struktur var mycket mer decentraliserad och inte lika hierarkisk som exempelvis det ortodoxa eller armeniska.
Ledare för det judiska milletet var överrabbin i Konstantinopel, Hahambaşı.